# Karin Bloemen
Karin Bloemen (Alkmaar, 28 juni 1960) is een Nederlands cabaretière, zangeres en actrice. Met haar Nederlandstalige liedjes en opvallende theaterkostuums staat ze bekend als Neerlands diva.

## Levensloop

### Beginjaren
Karin Bloemen studeerde aan de Amsterdamse Academie voor Kleinkunst. Tijdens haar opleiding begon haar carrière in 1983 met de première van de musical De zoon van Louis Davids in het Circustheater in Scheveningen. Ook had ze een rol in de speelfilm De ijssalon. In 1983 ontving ze tijdens haar opleiding de Pisuisse-prijs van deze academie voor haar acteerprestaties.

### Carrière
In 1985 werd Karin Bloemen vaste zangeres en cabaretière voor het politieke VARA-radioprogramma In de Rooie Haan. Aan dit programma en de opvolger Spijkers met Koppen zou ze verbonden blijven tot 1993. Ze nam in 1986-1987 deel aan cabaretgroep Purper. Ook was ze presentatrice van het VARA-spelprogramma Zeg 't maar in het seizoen 1986/1987.
Ze maakte zes theatershows met haar eigen La Bloemen Band, dansers, zangers, of zoals in De Diva & De Divan met Cor Bakker. In het theaterseizoen 2007/2008 stond ze op de planken met de show Overgang, zonder dansers, een band of Cor Bakker. Haar theaterkostuums werden ontworpen door Jan Aarntzen.
In 2008 vierde Bloemen met twee shows in theater Carré haar 25-jarig artiestenjubileum. In 2010 was ze te gast bij De Toppers in de Amsterdam ArenA. Tijdens de coronacrisis begon ze, samen met Jub Holland, met de website Karins tuintips. In 2021 deed ze mee aan The Masked Singer.
Haar veertigjarig jubileum vierde ze in 2023 met een voorstelling begeleid door het Metropole Orkest.

### Privéleven
In haar jeugd werden Bloemen en haar zussen misbruikt door haar stiefvader. In de media sprak ze later openhartig over haar incestverleden, de dood van haar zus (waardoor zij de zorg voor haar neefje kreeg), haar zwangerschappen, haar overgewicht en haar burn-out.
Bloemen is sinds 1994 getrouwd met gitarist en componist Marnix Busstra. Ze hebben twee dochters (1997/1999) en een pleegzoon (van haar overleden zus).
Een van de hobby's van Bloemen is haken, tijdens de coronacrisis schreef ze er het boek Haken à la Bloemen over.

## Theatershows

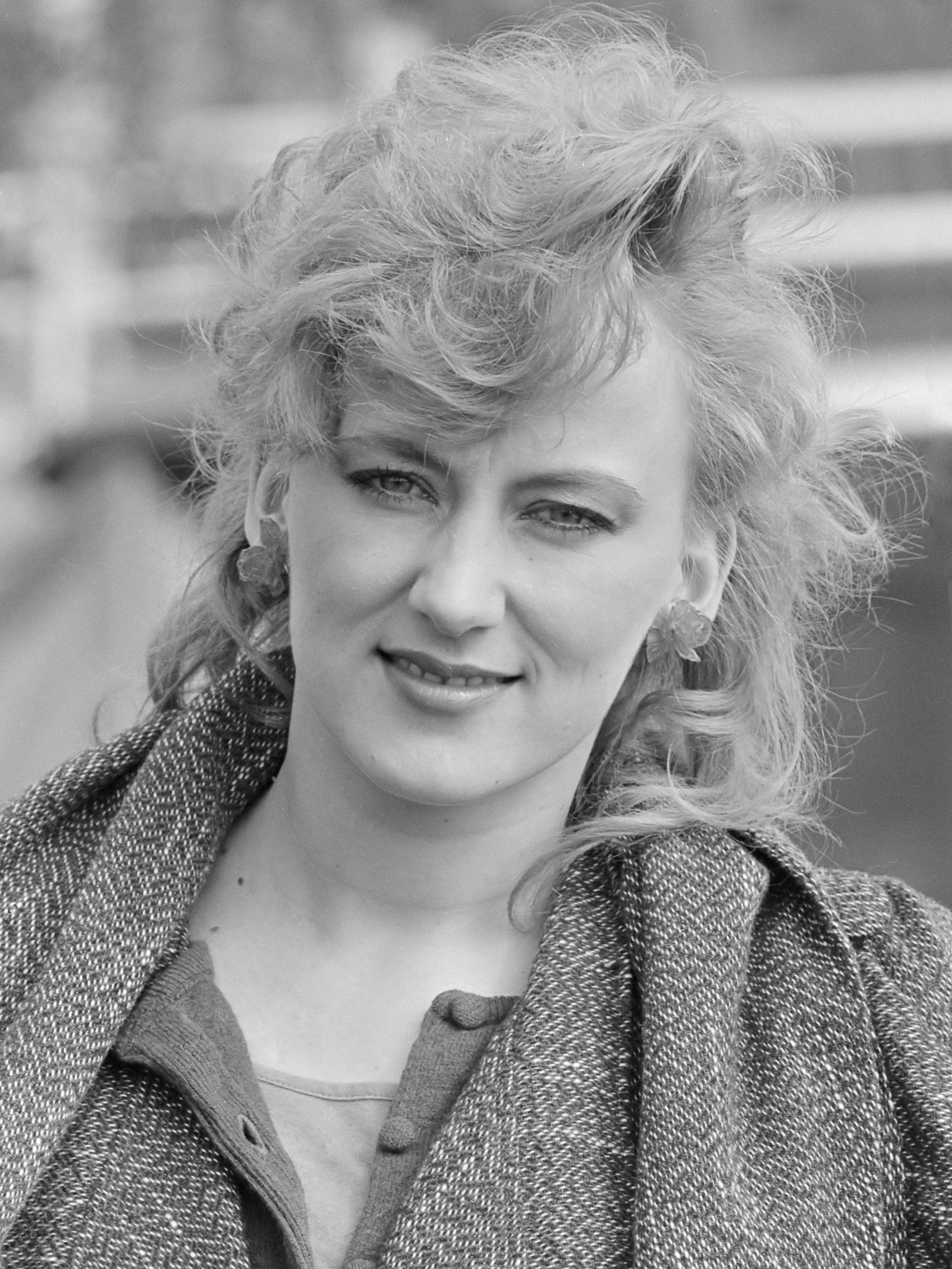
Karin Bloemen in 1984

### Purper
- 1986: De vijfde van Purper
- 1993: Purper Gala
- 2007: Purper 100 (gastoptreden)

### Solo
- 1989: Bosje Bloemen (met onder anderen Marjolijn Touw)
- 1992: Karin in Concert (met onder anderen Marjolijn Touw)
- 1993: La Bloemen
- 1995: Niet Gesnoeid (met onder anderen Adelheid Roosen en Ricky Koole)
- 1996: La on tour
- 1998: Six Late Nights
- 1998: Kameleon
- 2002: De Diva & de Divan (met Cor Bakker)
- 2002-2004: La Bloemen's Licht-in-donkere-dagen kerst-bal (met onder anderen Berget Lewis en Richard Groenendijk)
- 2005-2006: La Bloemens Kerst Show (met onder anderen Sara Kroos, Angela Groothuizen, Astrid Joosten en Hind)
- 2006: Beter Laat... (met Cor Bakker)
- 2007-2008: Overgang
- 2008: Karin Bloemen 25 jaar jubileumshow (met gastoptredens van onder anderen Marjolijn Touw, Stanley Burleson, Gerard Joling & Adelheid Roosen)[9]
- 2009: Overgang rewrited
- 2011-2012: Absobloodylutely Bloemiliciously Fanf*ckintastic
- 2014: Witte Nar
- 2014: Kerst met een grote K (met Irene Moors, Leona Philippo en Margreet Spijker)
- 2017: Volle bloei (solovoorstelling met in elk theater een optreden van een plaatselijk talent)
- 2019: Souvenirs (solovoorstelling waarbij in elk theater een aantal persoonlijke items wordt verloot onder het publiek)

### Musicals en toneel
- 1983: De zoon van Louis Davids
- 1984: Hadjememaar
- 1985: Mimi Crimi
- 1987: Lulkoek
- 1992: Move
- 2006-2007: Steel Magnolias (met onder anderen Nelly Frijda & Renée Soutendijk)
- 2014: Sister Act (afwisselend de rol van Moeder Overste met Marjolein Touw)
- 2016: The Christmas Show (Oma Wiedewaai)[23]

## Concerten
- Karin Bloemen & Band in Everything I always wanted to sing but never dared to..., Paradiso, 1995.
- In 2005 2 benefietconcerten voor de Stichting Vrienden van de Thuiszorg in Ahoy.
- In 2005 ook een serie Cross Over-concerten met de violistes Liza Ferschtman en Janine Jansen.
- Karin Bloemen Cabaretiers in Concert 2006, in Concertgebouw Amsterdam nummers uit eigen repertoire.
- La Gran Fiesta 2006, in Concertgebouw Amsterdam met Symfonisch Blaasorkest ATH.
- Breder dan Klassiek, Karin Bloemen en het Amsterdam Sinfonietta geven een serie concerten waaronder in het Concertgebouw Amsterdam.

## Televisie
- Tv-serie: De Kip en het ei
- Tv-serie: De Vereenigde Algemeene

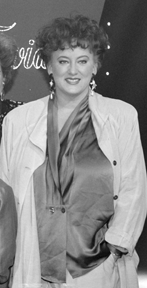
Karin Bloemen in 1992

- Nachtshow (met onder anderen Adelheid Roosen)
- Zeg 't maar (quiz, 1986/1987)
- Bloemen Voor
- La Bloemens limo (televisiefilm)
- Kerst à la Bloemen
- Het wapen van bloemen
- Karin
- Panellid bij Ook dat nog!
- Hoogtepunten uit La Bloemens Kerstbal 2004 (RTL 7)
- Een nieuwe jas (thema Liefde) Avro 2007
- Registraties theatershows (Bosje Bloemen, Karin in Concert, Purper Gala, Kameleon e.a. bij verschillende omroepen)
- Tv-serie zingen een portret over zangers en zangeressen. 9 januari 2011 met Karin Bloemen.
- Jurylid bij Op zoek naar Zorro
- The Sing-Off: jurylid.
- Het Sinterklaasjournaal: vrouw die schoorsteen niet laat vegen
- Maestro Deelnemer (2016)
- Top 4000 Muziekquiz Deelnemer (2020)
- The Masked Singer als Lieveheersbeestje (2021)
- Scrooge Live als Geest van het Heden (2021)
- Secret Duets als panellid (2021-2022)
- De Kist als zichzelf (2022)
- Onmogelijke duetten als zichzelf (2022)
- Volle Zalen als zichzelf (2023)
- Cast als zichzelf (2023)
- Beste Zangers Deelnemer (2024)

### Films
- De ijssalon (1985) Carla
- Shadowman (1988)
- Pipo en de p-p-parelridder (2003) Tante Anouschka
- Love Fail Repeat (2025) mevrouw Doornbos

### Radio
- Eik en Linde (met Ischa Meijer)
- Comité van aanbeveling (met onder anderen Jacques Klöters)
- In de Rooie haan
- Spijkers met koppen (het Spijkerlied)

### Stemmen
- Stem van Sophie Stanislovskievna Somorkov-Smirnoff en de vrouwelijke vleermuis in de film Anastasia (1997)
- Stem van Stith in Titan A.E. (2000)
- Stem van mevrouw Wemel in de Harry Potterfilms (2001-2011)
- Stem van het paard Langhors in de film Pluk van de Petteflet (2004)
- Stem van zangdocente Astrakan in Happy Feet (2006)
- Stem van Kristal Zilla in de serie My Dad the Rock Star (2008-2009)
- Stem van moeder Gothel in de film Rapunzel (2010)
- Stem van Jill in De Gelaarsde Kat (2011)
- Stem van Sherrie Suignap in de film Monsters University (2013)
- Stem van Chloe in Huisdiergeheimen en Huisdiergeheimen 2 (2016-2019)
- Stem van Nana Noodleman in Sing en Sing 2 (2016-2022)

## Onderscheidingen
- 1983: Pisuisse-prijs, een onderscheiding die wordt uitgereikt aan de leerling met de beste theaterprestatie binnen de Academie voor kleinkunst[5]
- 1984: Pall Mall Exportprijs
- 1994: Gouden Harp
- 1994: Edison in de categorie Kleinkunst
- 1994: Gouden Notekraker voor Bloemen en Sexteto Canyengue[24]
- 1997: Annie M.G. Schmidtprijs voor het lied Geen kind meer
- 2014: De Society Award
- 2011: op 8 april is Bloemen benoemd tot Officier in de Orde van Oranje-Nassau[25]
- 2016: Gouden Genesius Penning[26]

## Discografie

### Albums
| Album met eventuele hitnotering(en) in de Nederlandse Album Top 100 | Datum van verschijnen | Datum van binnenkomst | Hoogste positie | Aantal weken | Opmerkingen                     |
| ------------------------------------------------------------------- | --------------------- | --------------------- | --------------- | ------------ | ------------------------------- |
| Karin in concert                                                    | 1993                  | -                     |                 |              |                                 |
| La Bloemen                                                          | 1994                  | -                     |                 |              |                                 |
| Live at Paradiso                                                    | 1995                  | -                     |                 |              | & Band / Livealbum              |
| La on tour                                                          | 1996                  | -                     |                 |              |                                 |
| De mooiste rijmpjes en versjes uit de oude en de nieuwe doos        | 1998                  |                       |                 |              | voorgedragen door Karin Bloemen |
| Kameleon                                                            | 1998                  | 12-09-1998            | 35              | 6            |                                 |
| Het zou toch moeten bestaan                                         | 2002                  | -                     |                 |              | met Cor Bakker                  |
| Weet je nog ?                                                       | 2005                  | 11-06-2005            | 30              | 11           |                                 |
| Bloemen zingt / sings Streisand                                     | 2006                  | 07-10-2006            | 30              | 13           |                                 |
| Muse                                                                | 2007                  | 06-10-2007            | 18              | 3            |                                 |
| Verstreken verzen                                                   | 23-04-2010            | 01-05-2010            | 42              | 5            | met Amsterdam Sinfonietta       |
| Licht                                                               | 2010                  | 11-12-2010            | 61              | 6            |                                 |
| Diva's van Carré                                                    | 2014                  |                       |                 |              | met Cor Bakker                  |
| Witte nar                                                           | 2015                  |                       |                 |              |                                 |

### Singles
| Single met eventuele hitnotering(en) in de Nederlandse Top 40 | Datum van verschijnen | Datum van binnenkomst | Hoogste positie | Aantal weken | Opmerkingen |
| ------------------------------------------------------------- | --------------------- | --------------------- | --------------- | ------------ | --- |
| Het dorp                                                      | 1999                  | -                     |                 |              | Nr. 86 in de Single Top 100                                                                                      |
| Als je iets kan doen                                          | 2005                  | 15-01-2005            | 1(4wk)          | 9            | Als onderdeel van Artiesten voor Azië / Nr. 1 in de Single Top 100 / Alarmschijf / Bestverkochte single van 2005 |
| Wereldwijd orkest                                             | 2011                  | 03-12-2011            | 12              | 4            | Als onderdeel van Diverse artiesten / met Het Metropole Orkest & Vince Mendoza / Nr. 1 in de Single Top 100      |

### NPO Radio 2 Top 2000
| Nummers met noteringen in de NPO Radio 2 Top 2000 | '99 | '00 | '01 | '02 | '03 | '04 | '05  | '06 | '07 | '08 | '09 | '10 | '11  | '12  | '13  | '14  | '15  | '16 | '17 | '18  | '19  | '20  | '21  | '22  | '23  | '24  |
| ------------------------------------------------- | --- | --- | --- | --- | --- | --- | ---- | --- | --- | --- | --- | --- | ---- | ---- | ---- | ---- | ---- | --- | --- | ---- | ---- | ---- | ---- | ---- | ---- | ---- |
| Geen kind meer                                    | 197 | 413 | 268 | 254 | 263 | 295 | 197  | 161 | 152 | 177 | 209 | 201 | 316  | 392  | 395  | 388  | 476  | 767 | 856 | 1258 | 1352 | 1622 | 1521 | 1782 | 1869 | 1195 |
| Zuid-Afrika                                       | -   | -   | -   | -   | -   | -   | 1080 | 531 | 625 | 955 | 915 | 923 | 1190 | 1349 | 1231 | 1457 | 1689 | -   | -   | -    | -    | -    | -    | -    | -    | -    |

1. ↑  Een '-' betekent dat het nummer niet was genoteerd en een vetgedrukt getal geeft de hoogste notering van een nummer aan.

### Bestseller 60
| Boeken met noteringen in de Nederlandse Bestseller 60 | Jaar van verschijnen | Datum van binnenkomst | Hoogste positie | Aantal weken | Opmerkingen |
| ----------------------------------------------------- | -------------------- | --------------------- | --------------- | ------------ | ----------- |
| Nooit meer buitenspel                                 | 2006                 | 03-05-2006            | 39              | 3            |             |
| Mijn ware verhaal                                     | 2019                 | 26-06-2019            | 11              | 10           |             |
| Haken à la Bloemen                                    | 2021                 | 27-10-2021            | 2               | 2            |             |
| Granny squares. Haken à la Bloemen.                   | 2022                 | 22-06-2022            | 10              | 1            |             |
| Circles & colors. Haken à la Bloemen.                 | 2022                 | 26-10-2022            | 11              | 1            |             |
| Met vlag en wimpers                                   | 2023                 | 22-02-2023            | 40              | 1            |             |
| Stripes & colors. Haken à la Bloemen.                 | 2023                 | 11-10-2023            | 44              | 1            |             |